# Nelson Piquet Jr.
Nelson Angelo Piquet (* 25. července 1985 Heidelberg), Nelsinho Piquet nebo Nelson Piquet Junior je bývalý brazilský pilot Formule 1, syn trojnásobného mistra světa Nelsona Piqueta.
V letech 2005 a 2006 závodil v GP2, v roce 2006 skončil v celkové klasifikaci šampionátu na 2. místě, za Lewisem Hamiltonem. V roce 2007 byl testovacím pilotem Renaultu a od sezony 2008 jejich závodním pilotem. V roce 2009 ho tým Renault za neuspokojivé výsledky po velké ceně Maďarska vyhodil. V současné době jezdí závody elektrických Formulí E, (pod záštitou FIA) v teamu China Racing.

## Osobní život
Nelsinhovi rodiče se rozešli, krátce poté, co se narodil. Se svojí matkou, Holanďankou Sylvií Tamsma, žil do 8 let v Monaku, a poté se odstěhoval za svým otcem do Brazílie Nelsonem Piquetem, který byl třikrát mistr světa F1. Ten začal financovat kariéru svého syna.
Nelsinho má dvě sestry, Kelly a Julii, a čtyři bratry, Geraldoa, Laszla, Pedra a Marca.

## Kariéra před formulí 1
Nelsinho začal závodit s motokárami v Brazílii v roce 1993. S motokárami závodil do roku 2001 a získal několik brazilských titulů. V dalších dvou letech závodil v jihoamerickém šampionátu formule 3 v týmu svého otce. V roce 2001 v této formulové kategorii vyhrál titul jihoamerického mistra.
Od roku 2003 Nelsinho závodil v britském mistrovství formule 3 opět v týmu svého otce. V první sezoně vyhrál 6 závodů a v celkovém pořadí se umístil na třetím místě. V další sezoně se stal britským mistrem formule 3 ve svých 19 letech a 2 měsících zatím nejmladším vítězem této série. V tomto roce také poprvé usedl do monopostu formule 1 týmu Williams k premiérové testovací jízdě.
V sezoně 2005-2006 reprezentoval svou zemi v A1 Grand Prix. Ve svém prvním závodě vyhrál jak sprint, tak hlavní závod a navíc si připsal bod za nejrychlejší kolo závodu. Ve stejném roce také začal závodit v Sérii GP2, v týmu HiTech/Piquet Sports. V tomto roce také podruhé usedl do vozu formule 1, tentokrát do BARu-Honda. V roce 2005 zajistil Brazílii v Brands Hatch historicky první vítězství v závodě A1GP.
V roce 2006 vyhrál 4 závody v GP2, ale v konečném pořadí šampionátu skončil na druhém místě, za Lewisem Hamiltonem.
V roce 2007 byl testovacím a rezervním jezdcem týmu Renault.

## Formule 1

### 2008-2009: Renault
V roce 2008 mu nabídl šéf týmu Renault, Flavio Briatore, aby se stal stálým jezdcem Renaultu vedle dvojnásobného mistra světa Fernanda Alonsa, který se do Renaultu vrátil po ročním angažmá u McLarenu. Debut se mu ve formuli 1 příliš nevydařil. Ve GP Německa se mu podařilo získat druhé místo a poté se ve výkonech zlepšil a sbíral body. V roce 2009 ho tým Renault za neuspokojivé výsledky po velké ceně Maďarska vyhodil.

## Kompletní výsledky
| Legenda k tabulce | Legenda k tabulce                                                                       |
| Barva             | Výsledek                                                                                |
| ----------------- | --------------------------------------------------------------------------------------- |
| Zlatá             | Vítěz                                                                                   |
| Stříbrná          | 2. místo                                                                                |
| Bronzová          | 3. místo                                                                                |
| Zelená            | Bodované umístění                                                                       |
| Modrá             | Nebodované umístění                                                                     |
| Modrá             | Dokončil neklasifikován (NC)                                                            |
| Fialová           | Odstoupil (Ret)                                                                         |
| Červená           | Nekvalifikoval se (DNQ)                                                                 |
| Červená           | Nepředkvalifikoval se (DNPQ)                                                            |
| Černá             | Diskvalifikován (DSQ)                                                                   |
| Bílá              | Nestartoval (DNS)                                                                       |
| Bílá              | Závod zrušen (C)                                                                        |
| Světle modrá      | Pouze trénoval (PO)                                                                     |
| Světle modrá      | Páteční testovací jezdec (TD)                                                           |
| Bez barvy         | Netrénoval (DNP)                                                                        |
| Bez barvy         | Vyřazen (EX)                                                                            |
| Bez barvy         | Nepřijel (DNA)                                                                          |
| Bez barvy         | Odvolal účast (WD)                                                                      |
| Bez barvy         | Nezúčastnil se (prázdné)                                                                |
| Označení          | Význam                                                                                  |
| Tučnost           | Pole position                                                                           |
| Kurzíva           | Nejrychlejší kolo                                                                       |
| †                 | Jezdec nedojel do cíle, ale byl klasifikován, protože odjel více než 90 % délky závodu. |
| ‡                 | Byl udělován poloviční počet bodů, protože bylo odjeto méně než 75 % délky závodu.      |
| Horní index       | Umístění bodujících jezdců ve sprintu                                                   |

### Formule 1
| Rok  | Tým                 | Vůz         | Motor               | 1       | 2      | 3       | 4       | 5      | 6       | 7       | 8      | 9       | 10     | 11    | 12     | 13      | 14     | 15      | 16    | 17    | 18      | Body | Umístění  |
| ---- | ------------------- | ----------- | ------------------- | ------- | ------ | ------- | ------- | ------ | ------- | ------- | ------ | ------- | ------ | ----- | ------ | ------- | ------ | ------- | ----- | ----- | ------- | ---- | --------- |
| 2008 | ING Renault F1 Team | Renault R28 | Renault RS27 2.4 V8 | AUS Ret | MAL 11 | BHR Ret | ESP Ret | TUR 15 | MON Ret | CAN Ret | FRA 7  | GBR Ret | GER 2  | HUN 6 | EUR 11 | BEL Ret | ITA 10 | SIN Ret | JPN 4 | CHN 8 | BRA Ret | 19   | 12. místo |
| 2009 | ING Renault F1 Team | Renault R29 | Renault RS27 2.4 V8 | AUS Ret | MAL 13 | CHN 16  | BHR 10  | ESP 12 | MON Ret | TUR 16  | GBR 12 | GER 13  | HUN 12 | EUR   | BEL    | ITA     | SIN    | JPN     | BRA   | ABU   |         | 0    | 21. místo |

### Formule E
| Rok     | Tým                       | Auto                          | 1       | 2       | 3       | 4       | 5       | 6       | 7       | 8       | 9      | 10      | 11      | 12     | 13  | Body | Umístění  |
| ------- | ------------------------- | ----------------------------- | ------- | ------- | ------- | ------- | ------- | ------- | ------- | ------- | ------ | ------- | ------- | ------ | --- | ---- | --------- |
| 2014–15 | China Racing              | Spark-Renault SRT 01E         | BEI 8   | PUT Ret | PDE 2   | BNA 3   | MIA 5   | LBH 1   | MON 3   | BER 4   | MOS 1  | LON 5   | LON 7   |        |     | 144  | 1. místo  |
| 2015–16 | NEXTEV TCR Formula E Team | Spark-NEXTEV TCR FormulaE 001 | BEI 15† | PUT 8   | PDE 15† | BNA 12  | MEX 13  | LBH Ret | PAR Ret | BER 13  | LON 12 | LON 9   |         |        |     | 8    | 15. místo |
| 2016–17 | NextEV NIO                | Spark-NEXTEV TCR FormulaE 002 | HKG 11  | MAR 16  | BUE 5   | MEX 9   | MON 4   | PAR 7   | BER 12  | BER 12  | NYC 11 | NYC 16† | MTL 13  | MTL 16 |     | 33   | 11. místo |
| 2017–18 | Panasonic Jaguar Racing   | Spark-Jaguar I-Type II        | HKG 4   | HKG 12  | MAR 4   | SAN 6   | MEX 4   | PDE Ret | ROM Ret | PAR Ret | BER 12 | ZUR Ret | NYC Ret | NYC 7  |     | 51   | 9. místo  |
| 2018–19 | Panasonic Jaguar Racing   | Spark-Jaguar I-Type III       | ADR 10  | MAR 14  | SAN 11  | MEX Ret | HKG Ret | SNY Ret | ROM     | PAR     | MON    | BER     | BRN     | NYC    | NYC | 1    | 22. místo |

### GP2 Series
| Rok  | Tým                  | 1          | 2         | 3         | 4         | 5           | 6          | 7         | 8           | 9           | 10          | 11          | 12        | 13        | 14          | 15          | 16        | 17        | 18        | 19          | 20        | 21         | 22          | 23         | Body | Umístění |
| ---- | -------------------- | ---------- | --------- | --------- | --------- | ----------- | ---------- | --------- | ----------- | ----------- | ----------- | ----------- | --------- | --------- | ----------- | ----------- | --------- | --------- | --------- | ----------- | --------- | ---------- | ----------- | ---------- | ---- | -------- |
| 2005 | Hitech/Piquet Racing | IMO FEA 14 | IMO SPR 6 | CAT FEA 5 | CAT SPR 2 | MON FEA 11  | NÜR FEA 5  | NÜR SPR 3 | MAG FEA Ret | MAG SPR DSQ | SIL FEA Ret | SIL SPR Ret | HOC FEA 3 | HOC SPR 8 | HUN FEA Ret | HUN SPR 10  | IST FEA 4 | IST SPR 6 | MNZ FEA 3 | MNZ SPR Ret | SPA FEA 1 | SPA SPR 14 | BHR FEA Ret | BHR SPR 15 | 46   | 8. místo |
| 2006 | Piquet Sports        | VAL FEA 1  | VAL SPR 4 | IMO FEA 5 | IMO SPR 2 | NÜR FEA Ret | NÜR SPR 19 | CAT FEA 4 | CAT SPR 2   | MON FEA Ret | SIL FEA 4   | SIL SPR 5   | MAG FEA 4 | MAG SPR 2 | HOC FEA 13  | HOC SPR DNS | HUN FEA 1 | HUN SPR 1 | IST FEA 1 | IST SPR 5   | MNZ FEA 2 | MNZ SPR 6  |             |            | 102  | 2. místo |

### Výsledky v ostatních formulových kategoriích
| Sezóna  | Série                    | Tým                         | Vůz                      | Závody | Vítězství | Pole Position | Podium | Body | Konečné umístění |
| 2001    | Formule 3 Jižní Amerika  | Piquet Sports               |                          | 7      | 1         | 1             | 5      | 77   | 5. místo         |
| 2002    | Formule 3 Jižní Amerika  | Piquet Sports               |                          | 17     | 13        | 16            | 15     | 296  | 1. místo         |
| 2003    | Formule 3 Velká Británie | Piquet Sports               | Dallara F303-Mugen Honda | 23     | 6         | 8             | 11     | 231  | 3. místo         |
| 2004    | Formule 3 Velká Británie | Piquet Sports               | Dallara F304-Mugen Honda | 24     | 6         | 5             | 13     | 282  | 1. místo         |
| 2005    | GP2                      | HiTech Racing/Piquet Sports | Dallara-Renault          | 22     | 1         | 0             | 4      | 46   | 8. místo         |
| 2005-06 | A1 Grand Prix            | Brazílie                    | Lola-Zytec               | 14     | 2         | 2             | 5      | 71   | 6. místo         |
| 2006    | GP2                      | Piquet Sports               | Dallara-Renault          | 21     | 4         | 6             | 8      | 102  | 2. místo         |
| 2014-15 | Formule E                | NEXTEV TCR                  | Spark Renault STR_01     | 11     | 2         | 0             | 5      | 144  | 1. místo         |

### Výsledky ze závodu 24 hodin Le Mans
| Rok  | Kategorie | Tým                            | Vůz               | Spolujezdci                   | Umístění                |
| 2006 | GT1       | Russian Age Racing/Team Modena | Aston Martin DBR9 | Antonio García, David Brabham | 4. místo (9. absolutně) |

Piquetův průměrný bodový zisk za závod je 1,06 bodu a na sezónu 18 bodů.